# 18e étape du Tour de France 1994
Pour un article plus général, voir Tour de France 1994.
La 18e étape du Tour de France 1994 a lieu le 21 juillet 1994 entre les villes de Moûtiers et de Cluses sur une distance de 174,5 km. Elle est remportée par Piotr Ugrumov.

## Parcours
Au départ de Moûtiers, dans la vallée de la Tarentaise, l'étape prend la direction du nord pour rejoindre la Haute-Savoie. Pour ce faire, les coureurs doivent escalader le col des Saisies, classé en 1re catégorie au Grand prix de la montagne, pour rejoindre le val d'Arly. Après un ravitaillement à Ugine, puis le franchissement du col du Marais (3e catégorie), le final de l'étape propose les ascensions du col de la Croix Fry, reliant Manigod au Grand-Bornand, et du col de la Colombière, toutes deux classées en 1re catégorie. Si les cols des Saisies et de la Colombière ont régulièrement été franchis par le Tour de France, c'est la première fois que celui-ci passe par le col de la Croix Fry. L'arrivée est jugée à Cluses, au bas de la descente du dernier col. Deux sprints intermédiaires sont également disputés durant l'étape, à Faverges et au Grand-Bornand.

## La course
Le début d'étape est marqué par de nombreuses attaques, d'abord de Peter De Clercq et de Davide Cassani dans la vallée précédant le col des Saisies, puis dans l'ascension et la descente de celui-ci. Mais un regroupement quasi général s'opère, et après 100 kilomètres de course, aucune différence n'est faite. Artūras Kasputis se porte alors à l'avant, et prend une minute d'avance au pied du col de la Croix Fry. Erik Breukink puis Piotr Ugrumov, sixième du classement général, partent en contre. Ce dernier parvient à revenir sur Kasputis, les deux coureurs baltes passent ensemble au sommet, alors que Pascal Lino s'est lancé à leur poursuite, et que le groupe maillot jaune est secoué par des attaques de Marco Pantani, Richard Virenque et Luc Leblanc, que Miguel Indurain parvient à contrôler,.
Vexé par sa défaite de la veille contre Nélson Rodríguez, Ugrumov s'évite toute mauvaise surprise en décidant de décrocher Kasputis dès le début de l'ascension du col de la Colombière. Alors que Pantani et Vladimir Poulnikov tentent encore vainement d'attaquer, Ugrumov accentue peu à peu son avance, et passe au sommet 3 min 40 s avant le groupe maillot jaune. Dans la descente, Indurain accélère et lâche les autres membres du groupe, à l'exception de Virenque, qui tente de limiter sa perte de temps sur Ugrumov, et de creuser l'écart sur Pantani. Auteur d'une démonstration de force, Ugrumov s'impose avec 2 min 39 s d'avance sur le maillot jaune. Premier Letton à s'imposer sur le Tour de France, il passe de la sixième à la troisième place du classement général, à une minute et demie de Virenque,,.

## Classement de l'étape
| Classement de la 18e étape | Classement de la 18e étape | Classement de la 18e étape | Classement de la 18e étape | Classement de la 18e étape |
|                            | Coureur                    | Pays                       | Équipe                     | Temps                      |
| -------------------------- | -------------------------- | -------------------------- | -------------------------- | -------------------------- |
| 1er                        | Piotr Ugrumov              | Lettonie                   | Gewiss-Ballan              | en 4 h 52 min 19 s         |
| 2e                         | Miguel Indurain            | Espagne                    | Banesto                    | + 2 min 39 s               |
| 3e                         | Richard Virenque           | France                     | Festina-Lotus              | + 2 min 40 s               |
| 4e                         | Fernando Escartín          | Espagne                    | Mapei-CLAS                 | + 3 min 25 s               |
| 5e                         | Marco Pantani              | Italie                     | Carrera-Tassoni            | + 3 min 25 s               |
| 6e                         | Roberto Conti              | Italie                     | Lampre-Panaria             | + 3 min 26 s               |
| 7e                         | Pascal Lino                | France                     | Festina-Lotus              | + 3 min 30 s               |
| 8e                         | Luc Leblanc                | France                     | Festina-Lotus              | + 3 min 30 s               |
| 9e                         | Artūras Kasputis           | Lituanie                   | Chazal-MBK                 | + 4 min 55 s               |
| 10e                        | Oscar Pelliccioli          | Italie                     | Polti-Vaporetto            | + 4 min 55 s               |
| modifier                   |                            |                            |                            |                            |

## Classement général
| Classement général après la 18e étape | Classement général après la 18e étape | Classement général après la 18e étape | Classement général après la 18e étape | Classement général après la 18e étape |
|                                       | Coureur                               | Pays                                  | Équipe                                | Temps                                 |
| ------------------------------------- | ------------------------------------- | ------------------------------------- | ------------------------------------- | ------------------------------------- |
| 1er                                   | Miguel Indurain                       | Espagne                               | Banesto                               | en 91 h 37 min 43 s                   |
| 2e                                    | Richard Virenque                      | France                                | Festina-Lotus                         | + 7 min 22 s                          |
| 3e                                    | Piotr Ugrumov                         | Lettonie                              | Gewiss-Ballan                         | + 8 min 55 s                          |
| 4e                                    | Marco Pantani                         | Italie                                | Carrera-Tassoni                       | + 8 min 57 s                          |
| 5e                                    | Luc Leblanc                           | France                                | Festina-Lotus                         | + 9 min 29 s                          |
| 6e                                    | Roberto Conti                         | Italie                                | Lampre-Panaria                        | + 10 min 51 s                         |
| 7e                                    | Alberto Elli                          | Italie                                | GB-MG Boys Maglificio                 | + 16 min 30 s                         |
| 8e                                    | Alex Zülle                            | Suisse                                | ONCE                                  | + 19 min 2 s                          |
| 9e                                    | Udo Bölts                             | Allemagne                             | Telekom-Merckx                        | + 21 min 13 s                         |
| 10e                                   | Pascal Lino                           | France                                | Festina-Lotus                         | + 21 min 23 s                         |
| modifier                              |                                       |                                       |                                       |                                       |

## Classements annexes

### Classement par points
| Classement par points | Classement par points    | Classement par points | Classement par points   | Classement par points |
| --------------------- | ------------------------ | --------------------- | ----------------------- | --------------------- |
|                       | Coureur                  | Pays                  | Équipe                  | Point(s)              |
| 1er                   | Djamolidine Abdoujaparov | Ouzbékistan           | Polti-Vaporetto         | 277 points            |
| 2e                    | Silvio Martinello        | Italie                | Mercatone Uno-Medeghini | 225 pts               |
| 3e                    | Ján Svorada              | Slovaquie             | Lampre-Panaria          | 199 pts               |
| modifier              |                          |                       |                         |                       |

### Classement du meilleur grimpeur
| Classement du meilleur grimpeur | Classement du meilleur grimpeur | Classement du meilleur grimpeur | Classement du meilleur grimpeur | Classement du meilleur grimpeur |
| ------------------------------- | ------------------------------- | ------------------------------- | ------------------------------- | ------------------------------- |
|                                 | Coureur                         | Pays                            | Équipe                          | Point(s)                        |
| 1er                             | Richard Virenque                | France                          | Festina-Lotus                   | 380 points                      |
| 2e                              | Marco Pantani                   | Italie                          | Carrera-Tassoni                 | 197 pts                         |
| 3e                              | Miguel Indurain                 | Espagne                         | Banesto                         | 178 pts                         |
| modifier                        |                                 |                                 |                                 |                                 |

### Classement du meilleur jeune
| Classement général du meilleur jeune | Classement général du meilleur jeune | Classement général du meilleur jeune | Classement général du meilleur jeune | Classement général du meilleur jeune |
|                                      | Coureur                              | Pays                                 | Équipe                               | Temps                                |
| ------------------------------------ | ------------------------------------ | ------------------------------------ | ------------------------------------ | ------------------------------------ |
| 1er                                  | Richard Virenque                     | France                               | Festina-Lotus                        | en 91 h 45 min 5 s                   |
| 2e                                   | Marco Pantani                        | Italie                               | Carrera-Tassoni                      | + 1 min 35 s                         |
| 3e                                   | Bo Hamburger                         | Danemark                             | TVM-Bison Kit                        | + 30 min 54 s                        |
| modifier                             |                                      |                                      |                                      |                                      |

### Classement par équipes
| Classement par équipes | Classement par équipes | Classement par équipes | Classement par équipes |
|                        | Équipe                 | Pays                   | Temps                  |
| ---------------------- | ---------------------- | ---------------------- | ---------------------- |
| 1re                    | Festina-Lotus          | France                 | en 275 h 18 min 8 s    |
| 2e                     | Mapei-CLAS             | Italie                 | + 43 min 46 s          |
| 3e                     | Banesto                | Espagne                | + 47 min 29 s          |
| modifier               |                        |                        |                        |